# Arapesh abu'
Abu’ ou ua (qui signifie « non ») est une langue de la Papouasie-Nouvelle-Guinée, qui figure dans la liste des langues en danger. Elle est parlée dans deux provinces de Papouasie-Nouvelle-Guinée,, Sepik oriental et Sandaun. 2 600 locuteurs sont recensés en 2000. 

## Classification
- langues papoues
  - langues torricelli
    - Groupe kombio-arapesh-urat
      - Sous-groupe arapesh
        - arapesh abu’